# Condylostylus viridis
Condylostylus viridis är en tvåvingeart som beskrevs av Octave Parent 1929. Condylostylus viridis ingår i släktet Condylostylus och familjen styltflugor.
Artens utbredningsområde är Pennsylvania. Inga underarter finns listade i Catalogue of Life.